# Cyrtoptyx pistaciae
Cyrtoptyx pistaciae är en stekelart som först beskrevs av Nikol'skaya 1935.  Cyrtoptyx pistaciae ingår i släktet Cyrtoptyx och familjen puppglanssteklar. Inga underarter finns listade i Catalogue of Life.